# Skogsindustrierna
Skogsindustrierna är branschorganisationen för företag som förädlar trä till fossilfria och förnybara material och produkter. Organisationens uppgift är att stärka branschens konkurrenskraft och verka för en ökad användning av skogsprodukter.
Skogsindustrierna företräder cirka 220 medlemmar. Flertalet återfinns bland landets sågverk och massa- och bruk. Skogsnäringen sysselsätter nära 120 000 personer och exporterade för 186 miljarder kronor (2022).
I samverkan med medlemsföretagen arbetar Skogsindustrierna med svensk och övrig europeisk näringspolitik samt med branschfrågor för svensk sågverksindustri och träbyggande.
Arbetsgivarverksamheten skildes från branschorganisationen 2015 och bedrivs tillsammans med gruv-, stål- och metallsektorn inom organisationen Industriarbetsgivarna. Inom Skogsindustrierna ingår verksamheten Svenskt Trä.
Styrelsen för Skogsindustrierna består av företrädare för medlemsföretagen. År 2024 valdes Södras vd Lotta Lyrå till ordförande. Ordförandeuppdraget roterar mellan branschföretagens vd:ar och löper under två år. Vd sedan år 2020 är Viveka Beckeman.
I Skogsindustrins Framtidsagenda har organisationen och dess 220 medlemsföretag formulerat löften till 2040 inom tre olika områden för en grön omställning: klimat, cirkularitet och biologisk mångfald.
De tre löftena är:
- Till 2040 ska skogsindustrins klimatnytta öka med 30 procent.
- 2040 ska skogsindustrins produkter vara helt fossilfria och återvinningsbara.
- 2040 ska Sverige ha livskraftiga skogar med en rikare biologisk mångfald.

## Historik
Organisationen bildades 1999 genom sammanslagning av branschorganisationen Skogsindustrierna och Sveriges Skogsindustriförbund (SSIF). Skogsindustrierna som före 1989 hette Svenska Cellulosa- och Pappersbruksföreningen bildades 1969 genom en sammanslagning av Svenska Cellulosa- och Pappersbruksföreningen bildad 1890 och Svenska Pappersbruksföreningen bildad 1898. Sveriges Skogsindustriförbund bildades 1973 genom en sammanslagning av Sveriges Pappersindustriförbund och Sågverksförbundet. Under 2011 valde Skogsindustrierna att samla sin verksamhet rörande marknadsföring av trä, träprodukter och träbyggande under namnet Svenskt Trä.

### Styrelseordförande
- 1999-00 Jan-Peter Duker
- 2000-02 Björn Hägglund, Stora Enso
- 2002-04 Göran Lundin, Holmen
- 2004-06 Lars-Eric Åström, Södra
- 2006-08 Christer Ågren, Stora Enso[8]
- 2008-10 Leif Brodén, Södra
- 2010-12 Magnus Hall, Holmen[9]
- 2012-14 Ulf Larsson, SCA[10]
- 2014-16 Per Lindberg, BillerudKorsnäs[11]
- 2016-18 Karl-Henrik Sundström, Stora Enso[12]
- 2018-20 Lars Idermark, Södra
- 2020-22 Henrik Sjölund, Holmen[13]
- 2022-24 Ulf Larsson, SCA[14]
- 2024-ff Lotta Lyrå, Södra[15]

### VD
- 2000-01 Jan-Peter Duker[16]
- 2001-02 Karl-Ewert Lidman[17]
- 2002-04 Jan Remröd[18][19]
- 2004-13 Marie S. Arwidson[20]
- 2013-20 Carina Håkansson[21]
- 2020-ff Viveka Beckeman

## Svenskt Trä
Svenskt Trä är en branschorganisation som sprider kunskap om trä, träprodukter och träbyggande för att främja ett hållbart samhälle och en livskraftig sågverksnäring.
Organisationen representerar svensk sågverksindustri och är en del av Skogsindustrierna. Svenskt Trä företräder också svensk limträ-, KL-trä- och förpackningsindustri samt har ett nära samarbete med svensk bygghandel och trävarugrossisterna.